# El fantasma de Elena
El fantasma de Elena es una telenovela estadounidense producida por Telemundo Studios para Telemundo. Es una versión de la telenovela venezolana Julia, original de  Humberto "Kico" Olivieri. 
Está protagonizada por Elizabeth Gutiérrez y Segundo Cernadas; con las participaciones antagónicas de Ana Layevska, Fabián Ríos, Adrián Carvajal, Jéssica Mas, Elluz Peraza y Maritza Bustamante. Cuenta además con las actuaciones estelares de Zully Montero, Katie Barberi e Isabella Castillo.

## Sinopsis
Elena Lafé es una joven y bella muchacha que vive junto con su padre y su madrastra en un pequeño hotel a la orilla de la playa. Elena es una persona que no conoce el verdadero amor; por este motivo, tras una intensa conversación con su mejor amiga durante el día de su boda, se da cuenta de que está cometiendo un error y huye.
Eduardo Girón es un hombre rico y misterioso, gran apasionado de los caballos, que vive en una gran mansión con su hermano, de nombre Darío; su cuñada, la hermana de esta, de nombre Corina; su sobrina y su sobrino y sus primas gemelas. El día de su boda con Elena Calcaño, una de sus primas gemelas, la abandona en el altar, por lo que la joven se suicida.
Un año después, Eduardo tiene un accidente, en el cual se encuentra por primera vez con Elena Lafé. Los dos se enamoran y se casan, y Eduardo lleva a su esposa a vivir a la mansión. Sin embargo, Elena no logra vivir en paz en la casa, pues continuamente es atormentada por Corina y por la presencia del fantasma de Elena Calcaño.
Más adelante, Eduardo logra sobrevivir a una explosión que casi le cuesta la vida. Elena logra infiltrarse en las actividades de Ramiro, un peligroso líder de la mafia internacional, gracias a lo cual Ramiro termina detenido por las autoridades. Sin embargo, Tomasito, el hijo de Elena y Eduardo, es secuestrado por Daniela, la vengativa e inestable hermana gemela de Elena Calcaño, quien exige dinero de rescate. Daniela intenta matar a Tomasito con un cuchillo delante de los presentes, pero Felipa le dispara y recibe una herida de bala en la espalda. Eduardo logra agarrar al bebé, quien está bien de salud.
Se descubre que Daniela es en realidad Elena Calcaño, habiendo cambiado identidades con su hermana gemela. Tras sobrevivir a una complicada operación, termina internada en una clínica de reposo de máxima seguridad, donde muere meses después.
Finalmente, Elena y Eduardo disfrutan del tiempo que alguna vez habían perdido junto con Tomasito. Al poco tiempo, tienen una hija llamada Germania, y por fin los cuatro son felices para siempre.

## Reparto
| Actores             | Personajes                      |
| ------------------- | ------------------------------- |
| Elizabeth Gutiérrez | Elena Lafé de Girón             |
| Segundo Cernadas    | Eduardo Girón                   |
| Ana Layevska        | Elena Calcaño / Daniela Calcaño |
| Fabián Ríos         | Montecristo Palacio             |
| Wanda D'Isidoro     | Laura Luna                      |
| Maritza Bustamante  | Corina Santander                |
| Carlos Montilla     | Darío Girón                     |
| Elluz Peraza        | Antonia "Latoña" Sulbarrán      |
| Katie Barberi       | Rebeca Santander de Girón       |
| Zully Montero       | Margot Uzcátegui / Ruth Merchán |
| Henry Zakka         | Alan Martín                     |
| Eva Tamargo         | Mariela de Lafé                 |
| Braulio Castillo    | Tomás Lafé                      |
| Jéssica Mas         | Dulce Uzcátegui                 |
| Gerardo Riverón     | Samuel Moya                     |
| Adrián Carvajal     | Benjamín Girón Santander        |
| Isabella Castillo   | Andrea Girón Santander          |
| Juan Pablo Llano    | Walter                          |
| Liannet Borrego     | Milady Margarita Moya           |
| Víctor Corona       | Kalima                          |
| Beatriz Monroy      | Jesusa de Moya                  |
| Yuly Ferreira       | Sandra                          |
| Leslie Stewart      | Victoria "Vicky" Ortega         |
| Xavier Coronel      | Padre Aguas                     |
| Ariel Texido        | Tulio Peñaloza                  |
| Nury Flores         | Felipa Chaparro                 |
| Lino Martone        | Ramiro Sánchez Quijada          |
| Karen García        | Clara Bertuol Vda. de Mayerston |
| Michelle Jones      | Gandica                         |
| Marisol Calero      | Nena Ochoa                      |
| Freddy Víquez       | Anacleto                        |
| Juan Cepero         | Dr. Lorenzo Tapia               |
| Alexandra Pomales   | Lucia Mayerston                 |
| Mauricio Henao      | Michel Mayerston                |
| Ernesto Tapia       | Pancho                          |
| Juan David Ferrer   | Dr. Ronald                      |
| Vanessa González    | Leonor                          |
| Gualberto González  | Dr. Israel                      |

## Versiones
- Julia, telenovela realizada  en 1983 por Venevisión, y protagonizada por Hilda Carrero, Eduardo Serrano y Miriam Ochoa.